# 3 Herculis
3 Herculis är en orange jätte i stjärnbilden  Ormen. Trots sin Flamsteed-beteckning tillhör den inte Herkules stjärnbild. Den ligger på gränsen mellan stjärnbilderna och fick byta tillhörighet vid översynen av gränser mellan stjärnbilderna år 1930 och benämns efter bytet av stjärnbild ofta med sin HD-beteckning, HD 143553.
3 Herculis har visuell magnitud +5,80 och är svagt synlig för blotta ögat vid god seeing. Den befinner sig på ett avstånd av ungefär 245 ljusår.